# Musée de la Californie à Oakland
Le musée de la Californie à Oakland (transcription en l'anglais The Oakland Museum of California) est l'un des musées les mieux classés de la région de la baie de San Francisco pour explorer l'art, l'histoire et les sciences naturelles, situé entre le lac Merritt et le centre-ville d'Oakland, en Californie, États-Unis. Le musée contient plus de 1,9 million d'objets dont des œuvres d'art fondamentales, des objets historiques et ethnographiques, des spécimens naturels et des photographies. Le musée d'Oakland a ouvert ses portes en 1969.

## Installation
Le musée d’Oakland  est l'un des plus importants exemples architecturaux du modernisme du milieu du siècle aux États-Unis. Le bâtiment du musée, conçu par l'architecte Kevin Roche, lauréat du prix Pritzker avec une conception paysagère de Dan Kiley et des jardins de Géraldine Knight Scott. Le musée intègre une architecture du paysage moderne ainsi que des espaces intérieurs et extérieurs, des jardins, des larges escaliers et des passerelles en treillis dans un seul programme de constructions. Le bâtiment en béton comprend trois niveaux, un pour chacune des collections d'art, d'histoire et de sciences naturelles, ainsi que des galeries d'expositions temporaires, un auditorium, un restaurant, des patios, un étang à koïs et d'autres espaces annexes.
Entre 2009 et 2013, le musée a fait l'objet d'une rénovation et d'un agrandissement majeurs conçus par l'architecte américain Mark Cavagnero. Les galeries d'art et d'histoire ont été fermées d'août 2009 à mai 2010, suivies de la fermeture de la galerie des sciences naturelles et des installations éducatives (réouverture en mai 2013). L'agence d'architecture Skidmore, Owings and Merrill a conçu le programme de graphisme environnemental pour la rénovation et le changement d'image du musée. Le musée poursuit son projet de rénovation et d'expansion de 62,2 millions de dollars, supervisé par le cabinet d'architectes de San Francisco Mark Cavagnero Associates, qui honore l'architecture et la vision paysagère originales de Kevin Roche et Dan Kiley tout en améliorant les équipements pour les visiteurs et en intégrant l'expérience du musée. Le musée prévoit une rénovation des installations extérieures de son bâtiment, qui ouvrirait la cour du bâtiment avec une nouvelle entrée face au lac Merritt, afin de mieux relier l'installation au quartier. La rénovation extérieure de 18 à 20 millions de dollars devrait être terminée d'ici l'automne 2020.

## disciplines

### L'art fondamental
Le musée possède plus de 70 000 exemples d'art et de design californiens, créés du milieu des années 1800 à nos jours. Les peintres représentés dans la collection d'art comprennent Addie L. Ballou, Albert Bierstadt, George Henry Burgess, Richard Diebenkorn, Maynard Dixon, Childe Hassam, Thomas Hill, Amédée Joullin, William Keith, David Park, Mel Ramos, Granville Redmond, Jules Tavernier, Wayne Thiebaud et la "Society of Six" (William H. Clapp, Selden Connor Gile, August Gay, Bernard Von Eichman, Maurice Logan et Louis Siegriest). Le musée conserve les archives personnelles de Dorothea Langeet les images de nombreux autres photographes renommés.
Le musée possède une collection de peintures et d'objets décoratifs associés au mouvement des artisans américains, dont une importante collection de peintures et d'art décoratif d'Arthur Mathews et de son épouse Lucia Kleinhans Mathews.

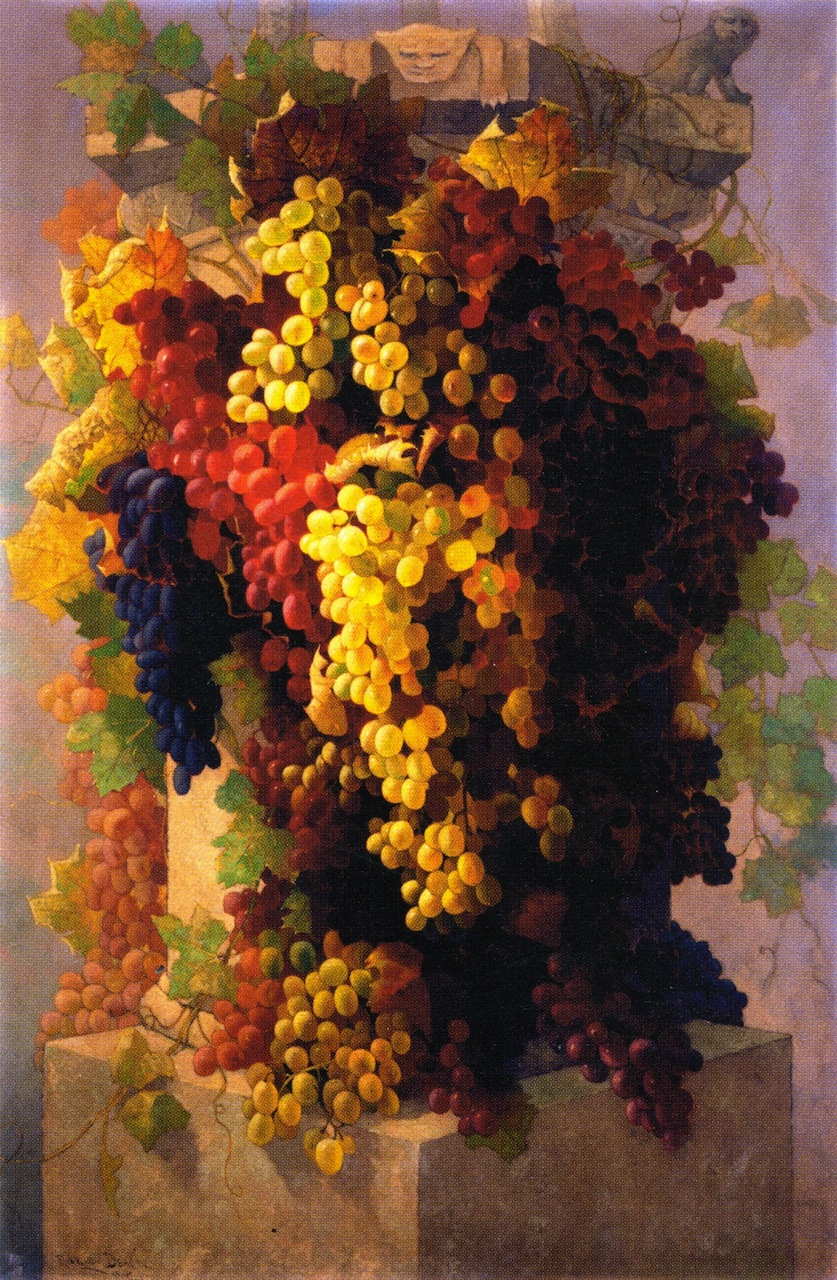
Edwin Deakin, Une offrande à Bacchus, 1982, musée d'Oakland.
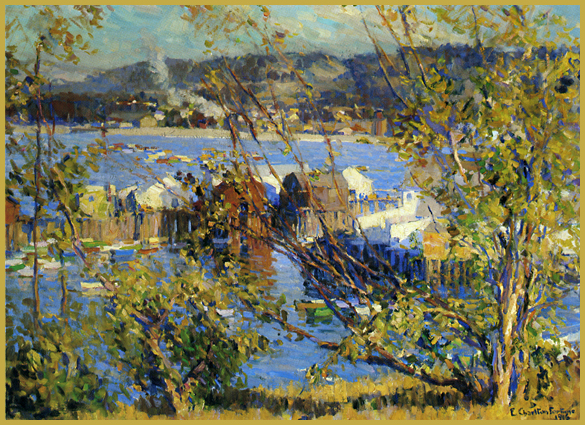
E. Charlton Fortune, Baie de Monterey, 1916, musée d'Oakland.
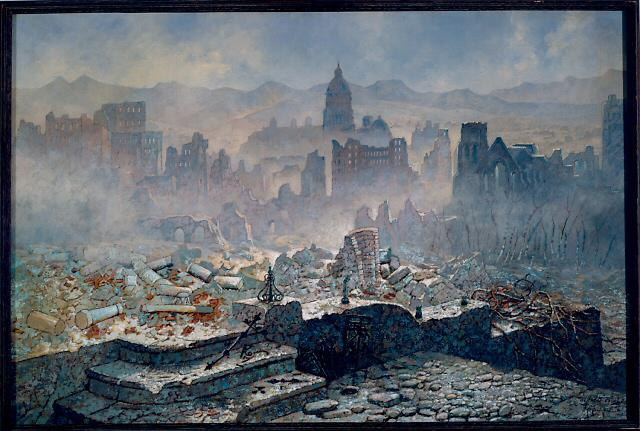
Edwin Deakin, Désespoir, 1906 (après le tremblement de terre de San Francisco), Musée d'Oakland.
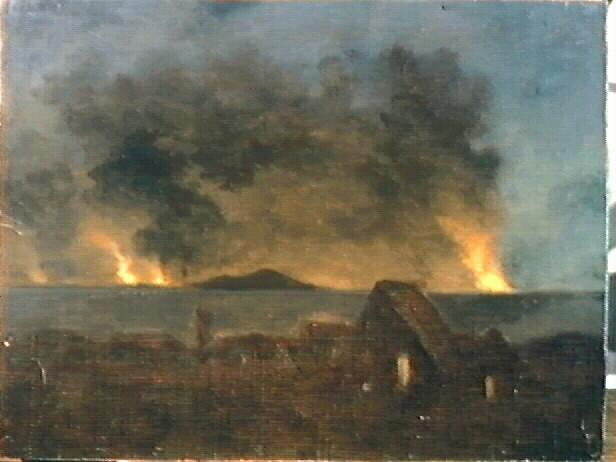
Edwin Deakin, Désespoir, 1906 (après le tremblement de terre de San Francisco), Musée d'Oakland.
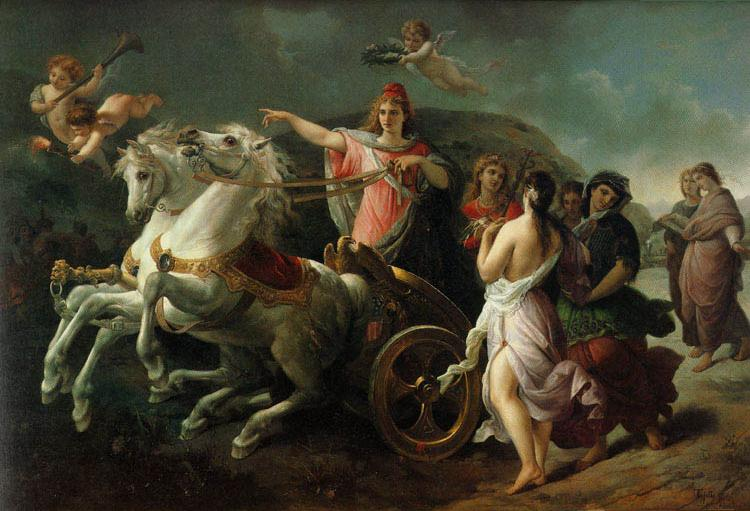
Domenico Tojetti, le progrès de l'Amérique, 1875, Musée d'Oakland.

### Objets historiques
Plus de 1,8 million d'objets représentent l'histoire et les cultures de la Californie, depuis l'époque précédant l'arrivée des Européens jusqu'au XXIe siècle. Les collections les plus importantes se trouvent dans le domaine de la photographie, des paniers et autres objets d'origine californienne, des artefacts de l'époque de la ruée vers l'or en Californie et des objets liés à la technologie, à l'agriculture, au commerce et au travail, à la vie domestique et à des événements importants tels que la Seconde Guerre mondiale.

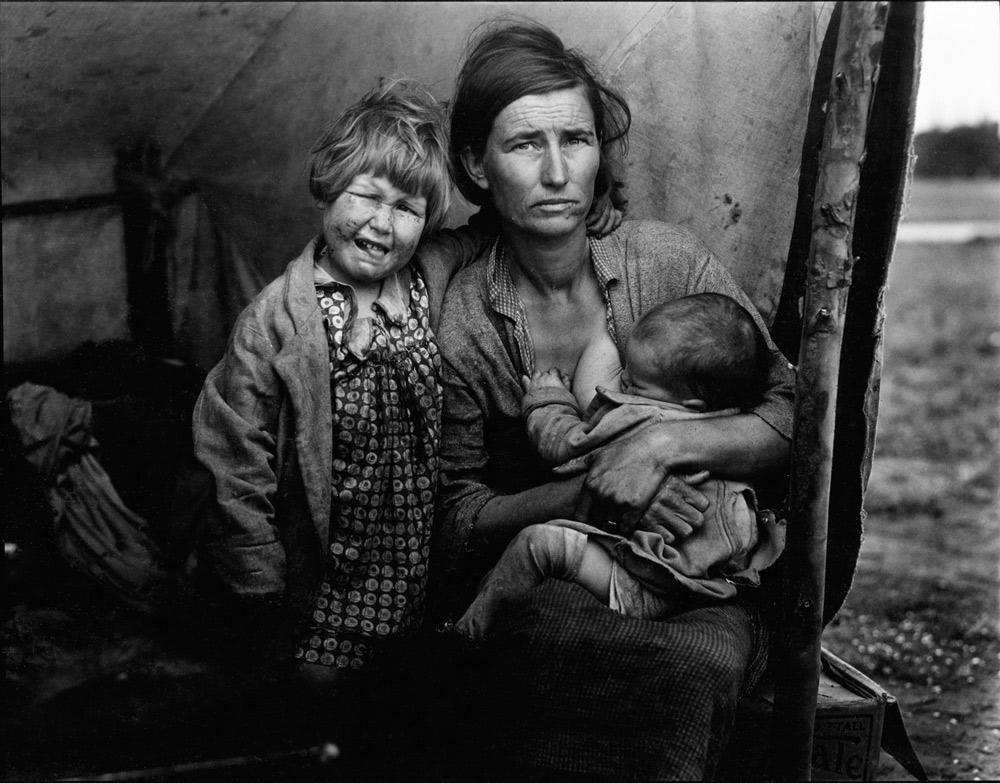
Image de la série Migrant Mother 1936, musée d'Oakland.
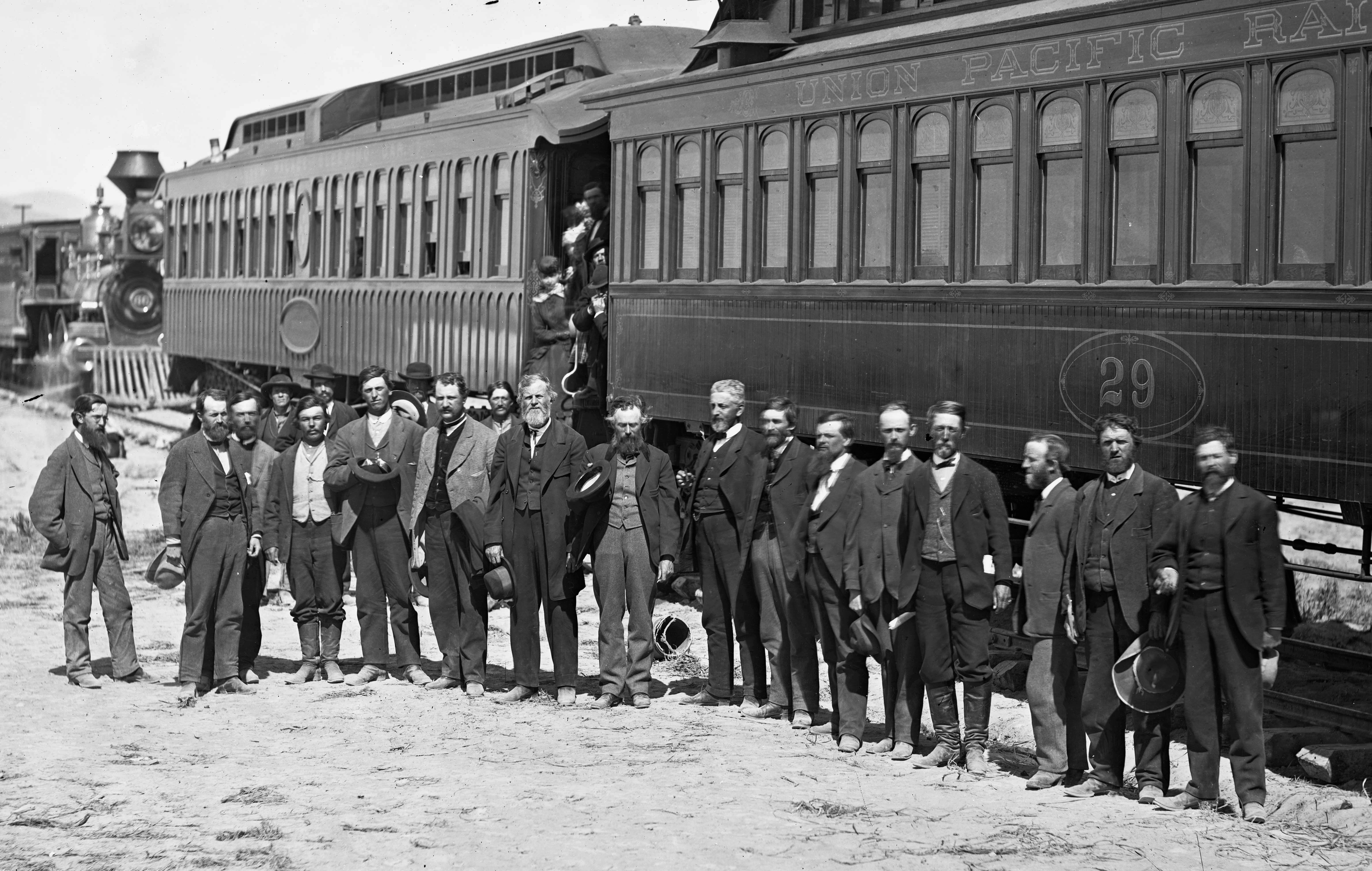
224 ingénieurs de l'U.P.R.R. lors de la pose du dernier promontoire ferroviaire, musée d'Oakland.
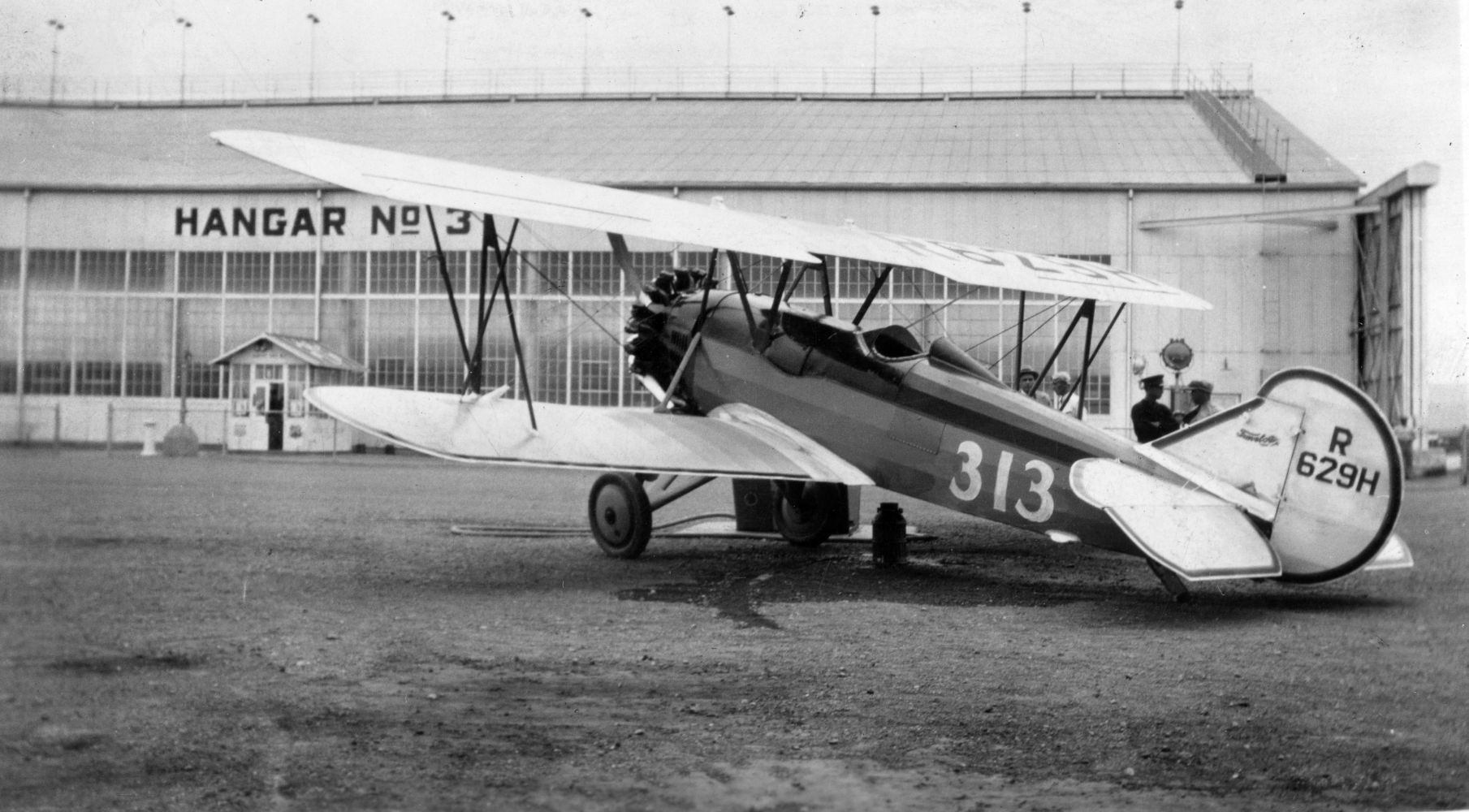
Travel Air 2000 NR629H course Oakland-Cleveland 25 août 1929, musée d'Oakland.
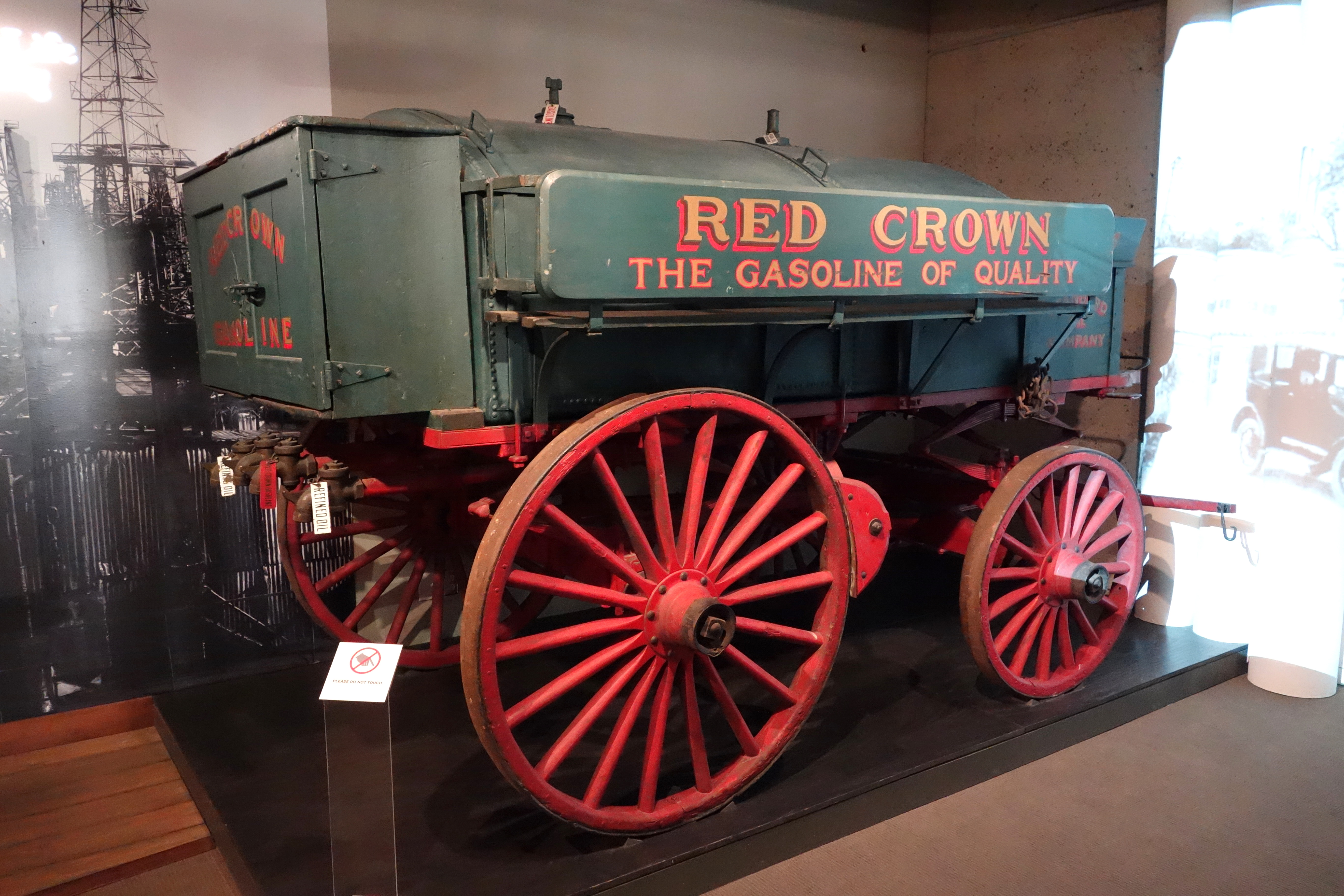
Wagon d'essence Red Crown 1950, musée d'Oakland.
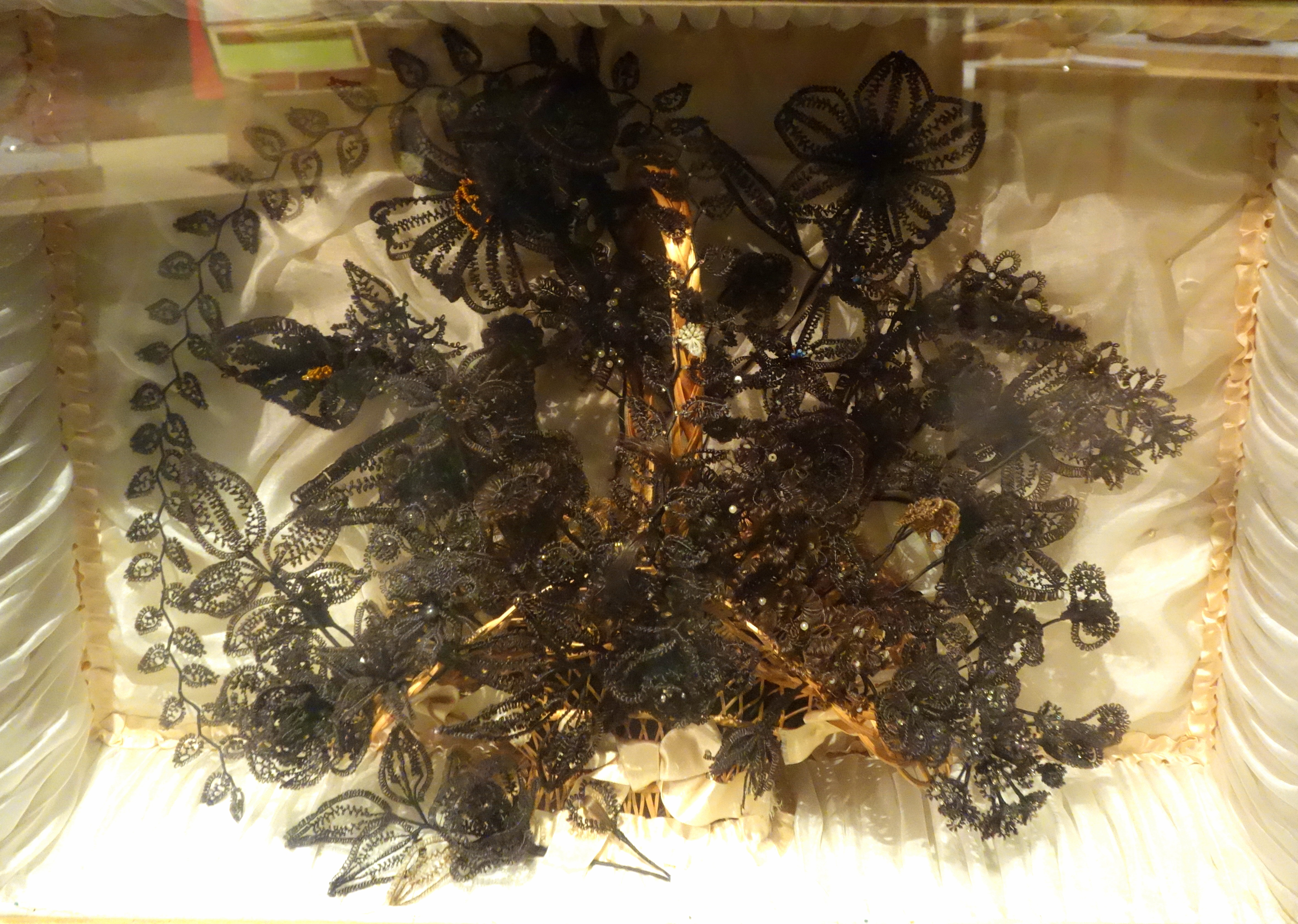
Couronne de cheveux humains, 1895 du musée d'Oakland.
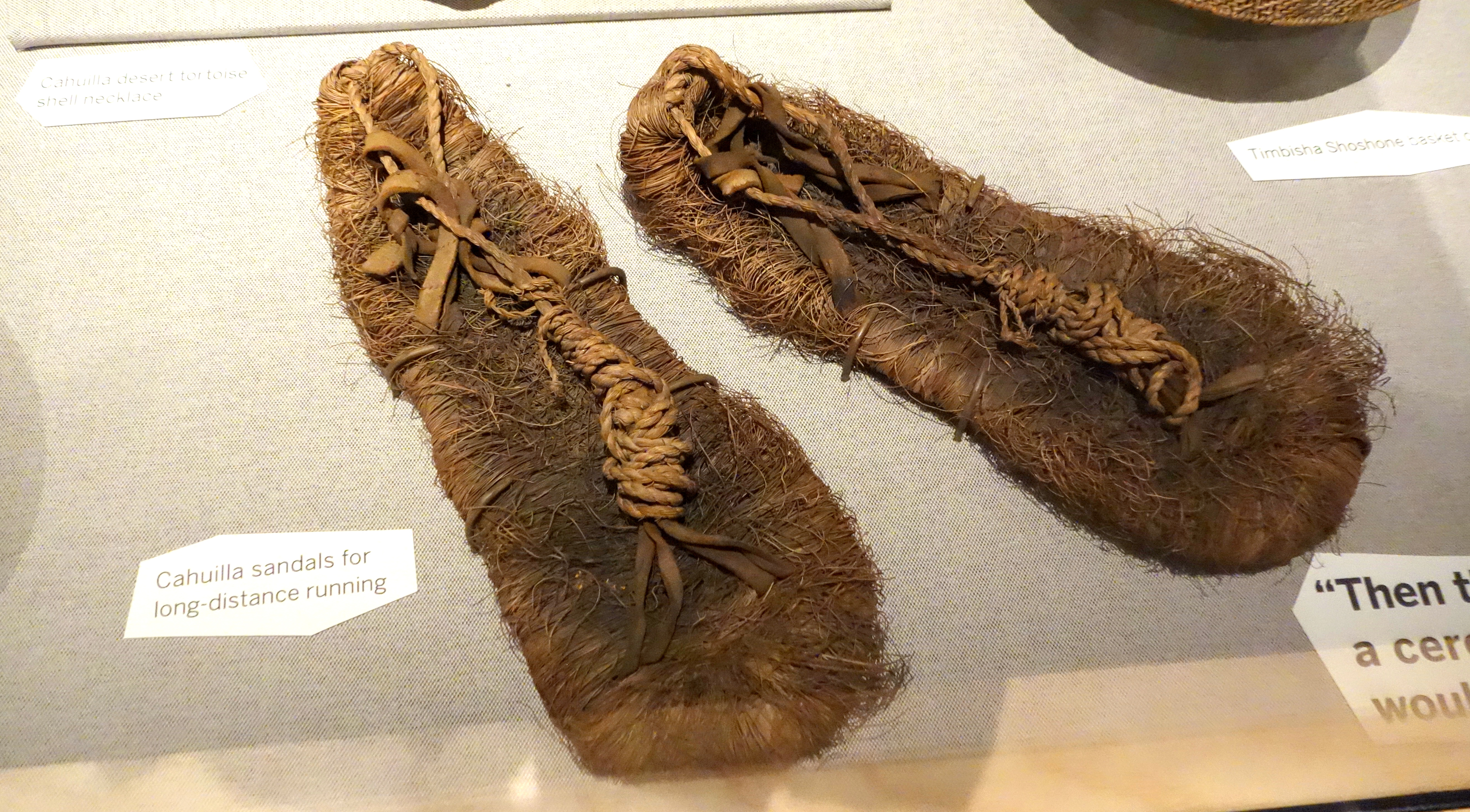
Cahuilla sandals for long-distance running, 1934 du musée d'Oakland.

### Sciences naturelles
La collection du département des sciences naturelles présente la Californie comme un point chaud de biodiversité et comme l'État contenant la plus grande diversité biologique de la nation. Elle compte plus de 100 000 spécimens de recherche et autres artefacts, dont plus de 10 000 spécimens d'entomologie identifiés et épinglés, plus de 5 000 spécimens de la collection de malacologie (coquillages), plus de 2 000 peaux et montures d'étude d'oiseaux et de mammifères, plusieurs milliers d'œufs d'oiseaux, plus de 3 180 feuilles d'herbier, plus de 2 330 spécimens d'exposition lyophilisés, ainsi que des collections de reptiles et d'amphibiens, de poissons, d'invertébrés terrestres et marins et de champignons.

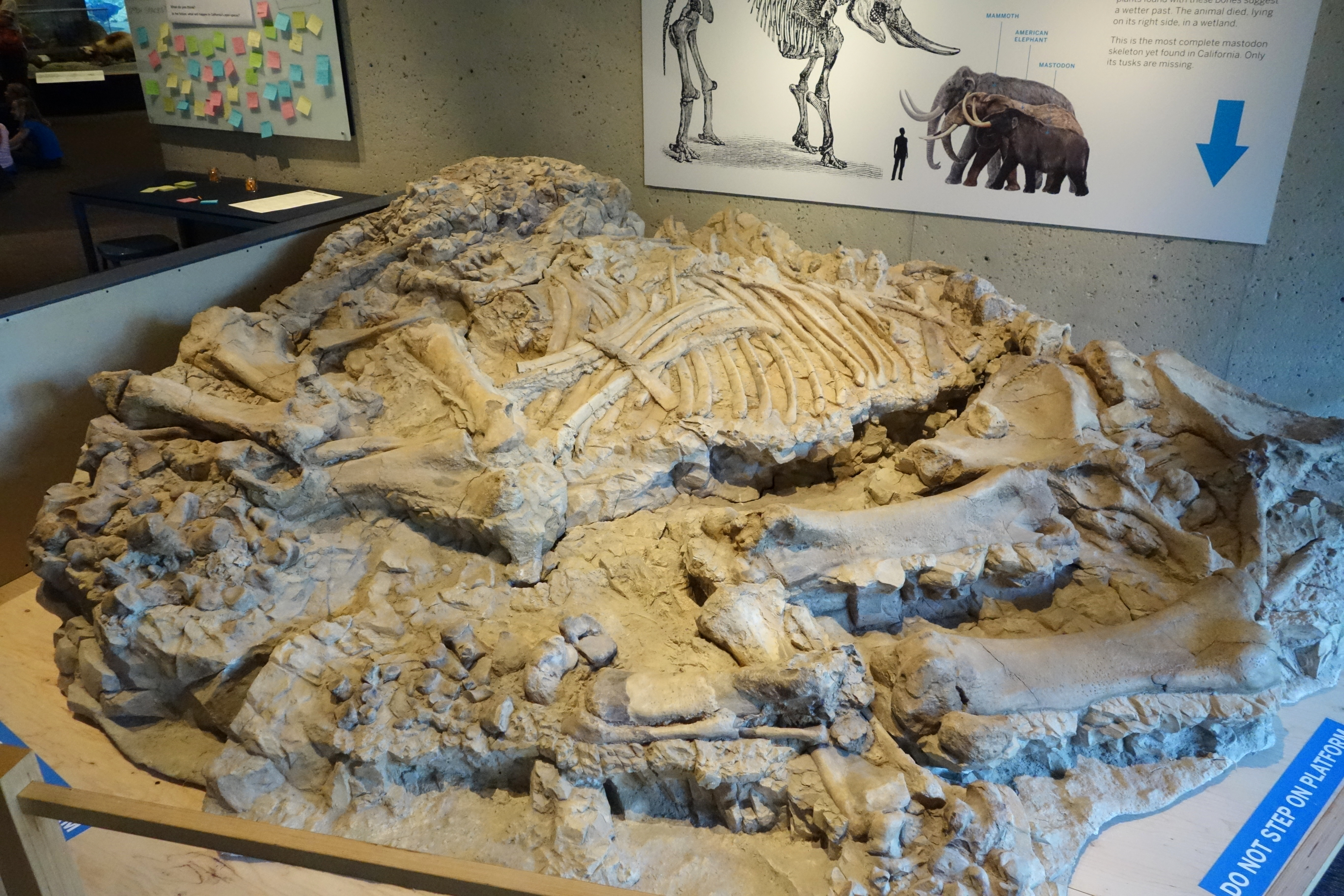
Edwin Deakin, Mastodonte américain, fonte d'ossements fossilisés trouvée à l'est du mont. Shasta, musée d'Oakland.
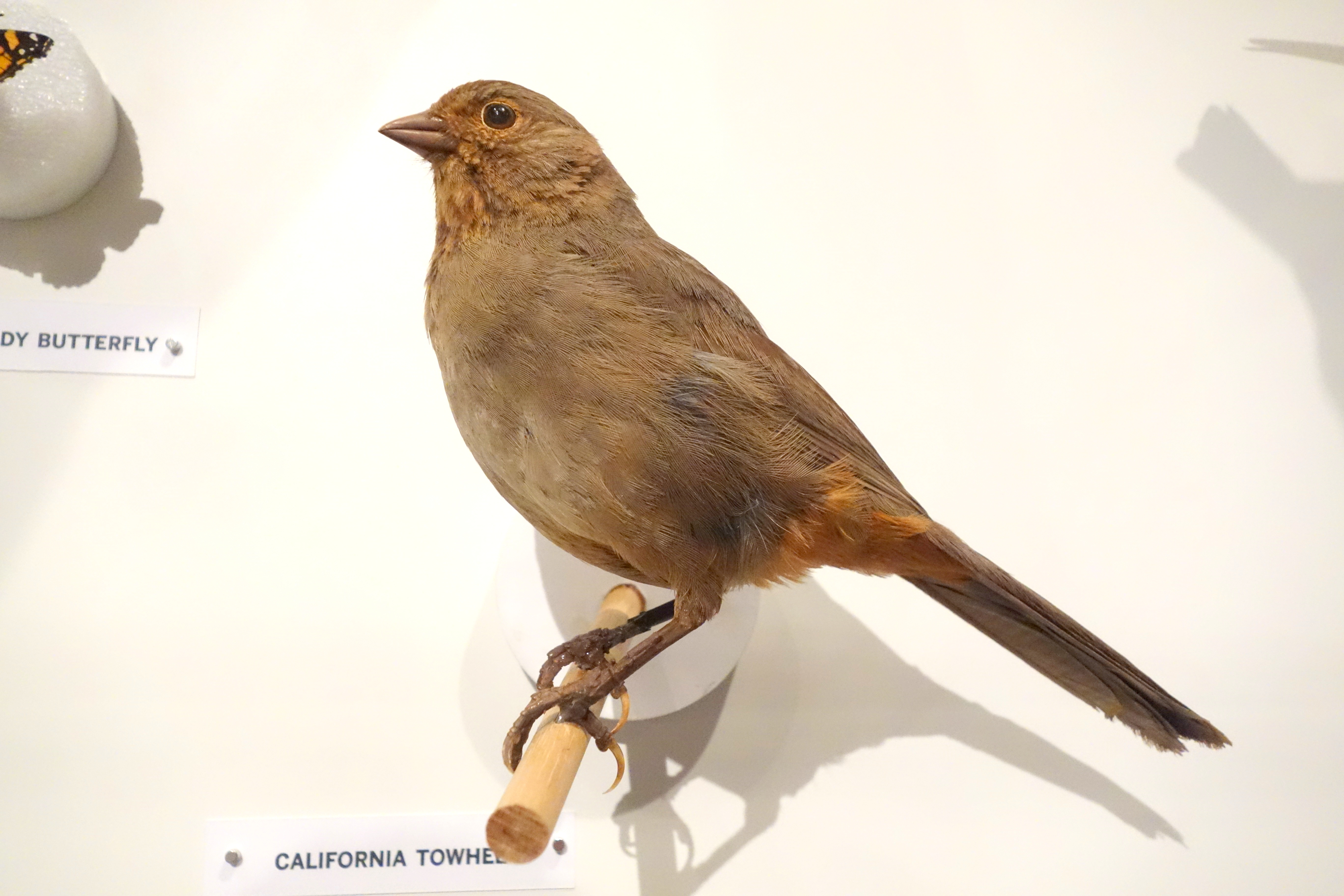
Tohi de Californie, musée d'Oakland.
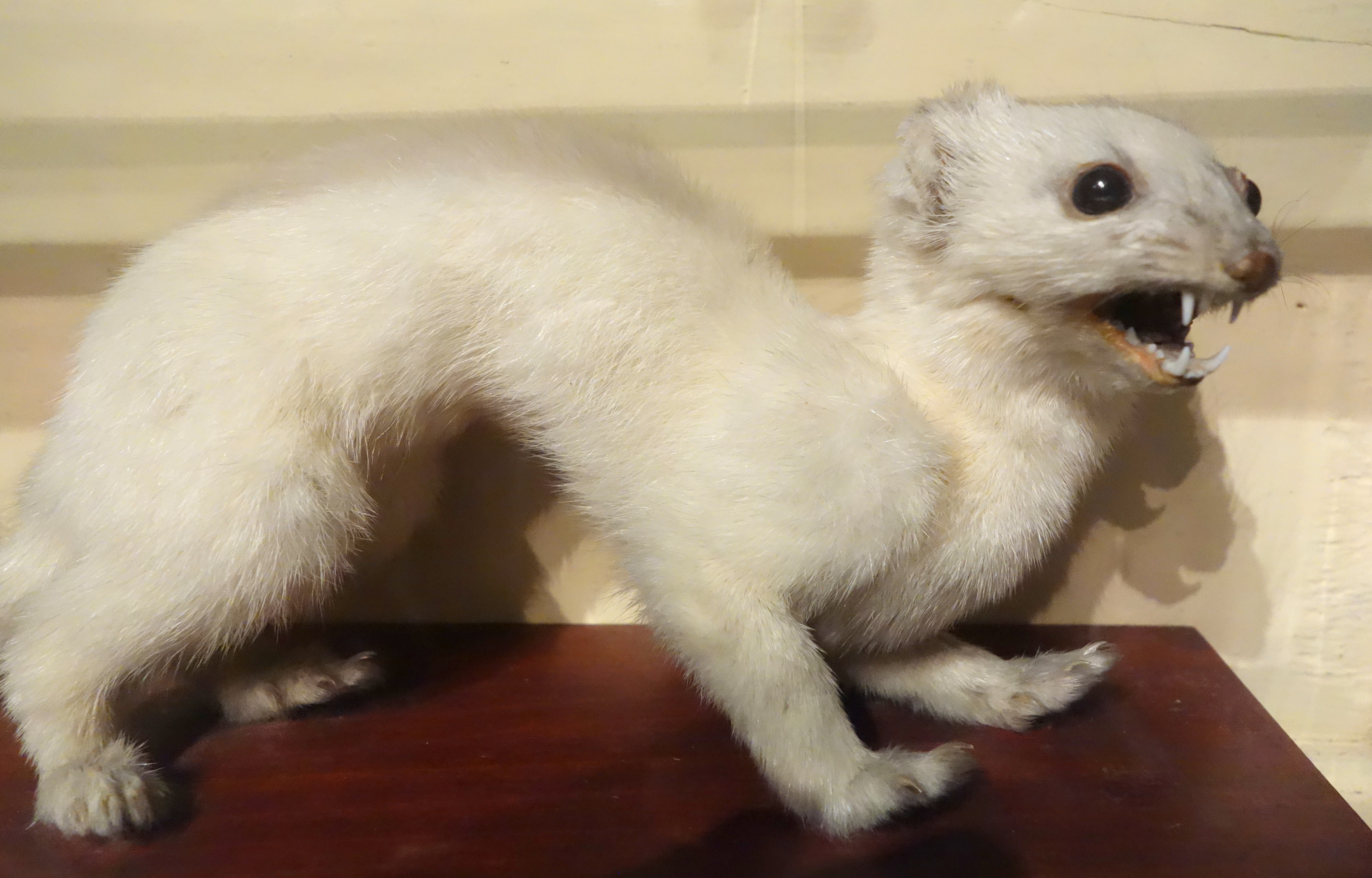
Mustela frenata (Belette à longue queue), musée d'Oakland.
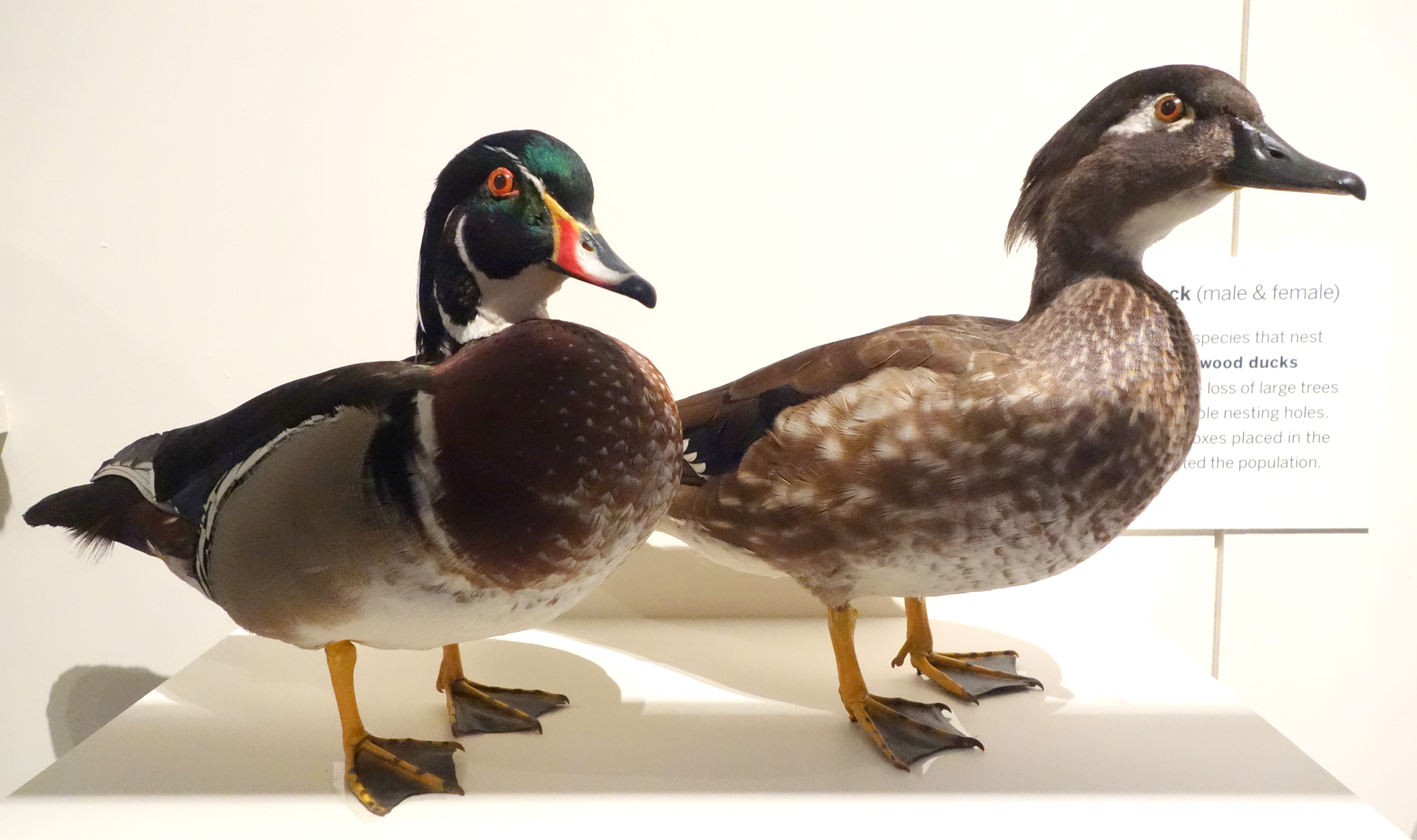
Aix sponsa (Canard branchu), musée d'Oakland.

## Les musées précédents d'Oakland
Le musée public d'Oakland a ouvert ses portes dans la maison Camron-Stanford toute proche en 1910. Son premier conservateur, Charles P. Wilcomb, a réuni une collection représentant deux aspects de l'histoire culturelle de la Californie, les Amérindiens et les colons de la côte Est,. La galerie d'art d'Oakland a ouvert ses portes dans l'auditorium municipal d'Oakland en 1916, à l'origine sous les auspices du musée public d'Oakland, dont le directeur de l'époque, Robert B. Harshe, était un artiste. Le Snow Museum of Natural History a ouvert ses portes dans le manoir Cutting, également sur la rive du lac Merritt, en 1922. Bien que le musée d'Oakland fusionné se concentre sur l'art, l'histoire et la nature de Californie, il reste quelques pièces "patrimoniales" provenant de l'extérieur de l'État, comme une collection de bouteilles de tabac à priser et une pagode de jade sculptée.

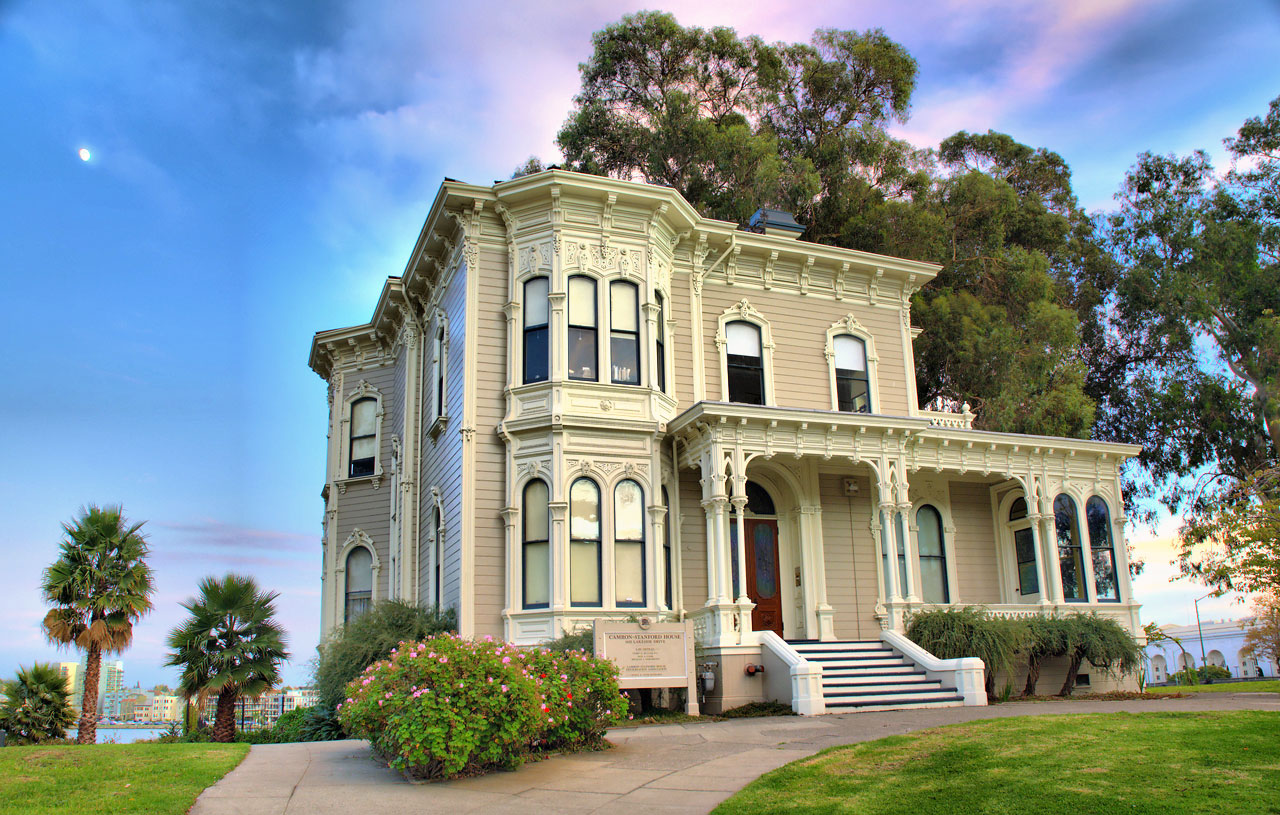
Le musée public d'Oakland était à l'origine installé dans la maison Camron-Stanford de 1910 à 1967.